# 罗布沙镇
罗布沙镇，是中华人民共和国西藏自治区山南市曲松县下辖的一个乡镇级行政单位。

## 行政区划
罗布沙镇下辖以下地区：
罗布沙村和朱麦沙村。